# База данных «За Христа пострадавшие»
Ба́за да́нных «За Христа́ пострада́вшие» (ранее База данных «Новомученики и исповедники Русской православной церкви XX века») — информационный ресурс, который содержит информацию как о православных христианах (главным образом духовенстве), репрессированных в период с 1917 по 1959 годы. Начала разрабатываться в 1990—1992 годы под руководством Николая Емельянова, который охарактеризовал её как «базу данных репрессий по отношению к Русской Православной Церкви в XX веке». Первая on-line версия была запущена в августе 1996 года.
По состоянию на май 2018 года база данных содержала более 36 000 имен; при этом, по словам Александра Мазырина, «По нашим оценкам, это примерно треть от их общего числа. Особенно сложным является восстановление списка пострадавших за веру мирян».

## История создания и развития
Идея создания банка данных о новомучениках и исповедниках Российских XX века возникла в Братстве во имя Всемилостивого Спаса. Разработка базы данных и сбор материалов о гонениях на Русскую православную церковь начались в 1990 году в информационной секции Братства во имя Всемилостивого Спаса. Данный труд возглавил доктор технических наук Николай Евгеньевич Емельянов. По словам протоиерея Владимира Воробьёва: «До этой работы Николая Евгеньевича история Русской Церкви XX века была похожа на сказку. История состояла из преданий. Документов было много, но они были почти не исследованы и не систематизированы, эта история имела мало доказательных подтверждений, потому что многое было уничтожено или недоступно. Когда появилась эта База данных, то стало возможно поставить изучение истории на действительно научную основу». По словам Николая Емельянова, начиная работу он не представлял себе её масштаба: «Никто не знал о масштабах репрессий. Мы, когда в 1992 году начинали свою работу, думали, что найдем две-три тысячи пострадавших, максимум пять. Решили, что все утеряно, документов не сохранилось».
В 1992 году был основан Православный Свято-Тихоновский богословский институт (ПСТБИ), и в том же году Патриарх Алексий II благословил передать в ПСТБИ архив Синодальной комиссии по реабилитации репрессированного духовенства и мирян Русской Православной Церкви, деятельность которой к тому времени исчерпала себя, благословив «сосредоточить в Институте работы по исследованию истории Русской Православной Церкви XX века». Разработкой базы данных занимался отдел новейшей истории Русской православной церкви.
В 1994 году ПСТБИ получил грант на создание информационной системы «Новейшая история Русской православной церкви» от Российского фонда фундаментальных исследований (РФФИ), позволивший приобрести технику для выполнения задачи по развитию банка данных. Благодаря этому в августе 1996 году был запущен первый веб-ресурс с доступом к материалам базы данных.
Работа с базой данных привела к созданию кафедры информатики ПСТГУ, из которой в 2008 году вырос факультет информатики и прикладной математики. К 2009 году список пополнялся примерно сотней имён каждый месяц и примерно на две тысячи тысяч новых имён ежегодно.
18 ноября 2009 года Патриарх Кирилл, выступая на годичном акте Православного Свято-Тихоновского гуманитарного университета, сказал: «С особой признательностью я бы хотел отметить создание компьютерной базы наших мучеников и исповедников „За Христа пострадавшие“, включающей более 33 тысяч биографических справок. Это обилие ценнейшего материала, связанного с трагической страницей нашей недавней национальной истории, привлекает ежедневно более тысячи обращений. Люди обращаются к этой системе, желая найти своих близких, родных или просто познакомиться с уникальным в мировой истории опытом массового мученичества и исповедничества, верности Христу и Церкви».

## Функционирование и современное состояние

### Критерии включения
В базу данных включаются подвергшиеся репрессиям православные священно- и церковнослужители, их близкие родственники, в случае если именно это родство стало причиной их преследований, члены церковно-приходских советов, а также просто активные миряне, арестованные по групповым «церковным» делам. По словам Николая Емельянова: «Мы при сборе сведений и наполнении базы данных трактуем данную позицию так: если в обвинении написано „церковно-монархическая“ или „церковная контрреволюционная организация“ и т. п., то репрессии правомерно отнести к религиозным». Учитываются также сведения о православных клириках, осуждённых и по чисто уголовным делам, фабрикация которых была одним из способов компрометации преданных Церкви людей. В базу данных вносятся люди, казнённые без всякого суда и следствия, что особенно часто происходило в годы Гражданской войны.
В базу не вошли верующие, хотя и репрессированные, но отделившиеся от Русской Православной Церкви, такие как обновленцы и представители УАПЦ («самосвяты»), а также старообрядцы, католики, протестанты, сектанты и др..
Специфика БД — собрание всех фактов репрессий за веру, даже по отношению к тем православным людям, вопрос о канонизации которых не актуален.
При внесении новых данных в базу производится проверка: имеется ли уже в базе персона или это новая персона, для которой необходимо заводить новую запись. Это одна из важнейших фаз ввода, устраняющая дублирование информации. Персоны, которые всё же попали в базу дважды, администраторы базы называют «двойниками». По словам Николая Емельянова: «Бывали случаи, когда один и тот же человек арестовывался несколько раз, причем при первом аресте он был священником, а при втором — уже монахом с другим именем. И нужно эти репрессии свести в одну биографию. Для этого сотрудник кафедры информатики к. ф.-м. н. Сомин Н. В. разработал программу для обнаружения „двойников“, когда по сведениям вроде бы два разных человека, а на самом деле один и тот же».